# Terzo viaggio di Alonso de Ojeda
Segue il dettaglio del terzo viaggio di Alonso de Ojeda

## Antefatti
Una volta riconquistata la libertà, impoverito, rimase nell'isola di Hispaniola per quattro anni, quasi disoccupato, fino al 1508 quando apprese che il Re Ferdinando il Cattolico aveva bandito un concorso per l'esplorazione, colonizzazione e governo della "Tierra Firme", che comprendeva le terre tra il capo Gracias a Dios (ubicato tra gli odierni Honduras e Nicaragua) ed il capo della Vela (in Colombia).
Juan de la Cosa effettuò un viaggio in Spagna per presentarsi in vece di Alonso De Ojeda, anche se allo stesso concorso si presentò pure Diego de Nicuesa, che era un rivale di De Ojeda, bramoso di terre da colonizzare. Siccome entrambi i candidati godevano di buona fama ed avevano amici nelle corti, la Corona preferì dividere la regione in due "gobernaciones": Veragua ad ovest e Nuova Andalusia ad est, con limiti fissati nel Golfo di Urabá; così Ojeda riceveva il governatorato della Nuova Andalusia e Nicuesa riceveva Veragua. Questo accordo venne firmato il 6 giugno 1508.

## Il viaggio
I due nuovi governatori partirono verso Santo Domingo per formare le flotte di spedizione. Comunque, esisteva una disparità tra la flotta di entrambi, dal momento che De Nicuesa possedeva grandi ricchezze e più credito da parte delle autorità coloniali, e che poté attrarre più di 800 uomini, molti cavalli, cinque caravelle e due brigantini; invece, De Ojeda riuscì a riunire poco più di 300 uomini, due brigantini e due piccole navi. Per risolvere le dispute su quale fosse il punto esatto nel golfo di Urabá da prendere come confine delle due "gobernaciones", l'assistente cartografo di De Ojeda, Juan de la Cosa, stabilì che un buon confine naturale sarebbe stato il fiume Atrato, che sbocca nel summenzionato golfo.
Il 10 novembre 1509 riuscì a partire da Santo Domingo, pochi giorni prima di De Nicuesa, e poco dopo aver nominato sindaco il diplomatico Martín Fernández de Enciso, un ricco avvocato che aveva l'ordine di mandare una nave con più provviste per aiutare De Ojeda nel fondare una colonia nella Nuova Andalusia. Il nuovo governante, cercando di evitare problemi con gli indigeni della sua zona, chiese la redazione di un lungo e particolare proclama nel quale si invitava gli indigeni a sottomettersi all'Impero Spagnolo, e se non lo avessero fatto sarebbero stati sottomessi con la forza. Il testo di questo proclama venne steso dallo scrittore Juan López de Palacios Rubios e poteva contare sull'approvazione delle autorità spagnole.
Dopo l'arrivo alla baia di Calamar, nell'attuale Cartagena (Colombia), Alonso De Ojeda ignora l'avviso del suo subalterno De La Cosa che aveva consigliato di non stabilirsi nella zona. Dopo lo sbarco ebbe numerosi contatti con gli indigeni, così decise di inviare alcuni missionari affinché pronunciassero il lungo proclama ad alta voce con alcuni interpreti che parlavano la lingua indigena. Gli indigeni non gradirono eccessivamente il proclama, e quando De Ojeda cercò di calmarli con cianfrusaglie, si irritarono al punto di iniziare a combattere contro gli spagnoli. Ma De Ojeda riuscì a sconfiggere gli indigeni della costa e approfittando della situazione si spinse all'interno pensando di ottenere altre vittorie. Ma quando arrivò al villaggio di Turbaco dovette subire l'ira degli indigeni che inflissero una grave sconfitta agli spagnoli. In questa controffensiva Juan De La Cosa morì, sacrificandosi per salvare De Ojeda, e morirono anche gran parte di quelli che li accompagnavano. Allora De Ojeda dovette fuggire per salvarsi con un solo uomo superstite e poter arrivare illeso al mare, dove venne salvato dalla flotta spagnola di stanza nella baia.
Poco dopo arrivava la flotta di De Nicuesa, che vedendo le spaventose perdite subite da De Ojeda, gli cedeva armi e uomini, e successivamente lo accompagnerà nell'intraprendere una rappresaglia contro gli indigeni di Turbaco, che alla fine furono massacrati in massa. Ritornati sulla baia di Calamar, De Nicuesa si divise da De Ojeda facendo vela verso ovest verso Veragua, mentre De Ojeda continuò a percorrere le coste della Nuova Andalusia verso sudovest arrivando al Golfo di Urabá dove fondò il villaggio di San Sebastián de Buenavista de Urabá il 20 gennaio 1510.
Dopo pochi giorni nel villaggio si cominciò a sentire la scarsità di alimenti, e si diventava intolleranti al clima tropicale, che indeboliva i coloni, aggiungendosi alla continua minaccia degli indiani urabaes, che attaccarono gli spagnoli con frecce avvelenate, ferendo ad una gamba lo stesso governatore. De Ojeda decise di partire verso Santo Domingo nel brigantino del pirata spagnolo Bernardino de Talavera, che dopo essere fuggito da Hispaniola, navigava da quelle parti. Erano passati 8 mesi dalla partenza da Santo Domingo, e l'aiuto promesso dal diplomatico Fernández de Enciso non arrivava, e dunque incaricò il giovane soldato Francisco Pizarro, di proteggere il villaggio e di mantenersi con gli abitanti per 50 giorni, fino al suo ritorno, ordinandogli di tornare a Santo Domingo se dopo questo lasso non fosse tornato con gli aiuti. Alonso De Ojeda non ritornò mai più al villaggio, e dopo 50 giorni Francisco Pizarro decise di prepararsi a partire verso l'Hispaniola assieme a 70 coloni in due navi. Poco dopo, mentre si apprestavano a partire, Fernández de Enciso assieme a Vasco Núñez de Balboa prestarono soccorso ai sopravvissuti; in seguito il villaggio venne incendiato dagli indigeni della regione.

### Naufragio a Cuba
Cercando aiuto, De Ojeda si diresse verso Santo Domingo nel brigantino di Talavera con 70 uomini che lo accompagnavano. Nonostante all'inizio si dimostrasse amichevole, in seguito il pirata prese De Ojeda come prigioniero e non lo volle liberare, ma durante la navigazione incrociarono un forte uragano, che mise a repentaglio la nave, allora Talavera chiese l'aiuto di De Ojeda, che era un famoso capitano. Alla fine la tormenta provocò il naufragio della nave a Jagua, Sancti Spiritus, a sud di Cuba. Dunque, De Ojeda decise di percorrere la parte sud dell'isola a piedi, assieme a Talavera, fino a punta Maisí, da dove in seguito si sarebbero spostati verso la Hispaniola.
Nonostante tutto, ebbero diversi problemi durante il tragitto a piedi, la metà degli uomini morì per la fame, le malattie, e per i disagi che dovettero affrontare nell'isola. Come bagaglio de Ojeda portava soltanto un'immagine della Vergine Maria che portava con sé sin dal primo viaggio dall'Europa verso l'America nel 1493 e fece la promessa di dedicargli un tempio che avrebbe innalzato nel primo villaggio indigeno che avesse trovato lungo la strada e che li avesse ricevuti in modo benevolo.
Poco dopo, con una dozzina di uomini ed il pirata Talavera, arrivò alla comarca di Cueybá, dove il cacique Cacicaná li trattò con gentilezza e si prese cura di De Ojeda e degli altri uomini, che in capo a pochi giorni recuperarono la salute. De Ojeda adempì la sua promessa e costruì un piccolo eremo della Vergine nel villaggio, eremo che sarebbe stata venerata dagli aborigeni del luogo. Da quel punto venne soccorso dalle navi di Pánfilo de Narváez che si diresse verso l'isola di Giamaica, dove Talavera venne imprigionato per le sue attività di pirateria. Successivamente arrivò a Hispaniola, dove davvero molto stanco apprese che gli aiuti destinati a Fernández de Enciso erano arrivati fino a San Sebastián.